# كأس الإنتركونتيننتال تحت 20 سنة
كأس إنتركونتيننتال تحت 20 سنة ( ، (بالبرتغالية: Intercontinental de Sub-20)) هي مباراة كرة قدم نظمتها الكونميبول والويفا ابتداء من عام 2022. يتنافس في المباراة الفائزون في مسابقات أندية الشباب في أمريكا الجنوبية وأوروبا، كأس ليبرتادوريس تحت 20 سنة ودوري الشباب في اوروبا، على التوالي.   يتم تنظيمه كمباراة لمرة واحدة كل سنتين، وهو فريق شبابي يعادل بطولة كأس إنتركونتيننتال السابقة، والذي شارك فيه أبطال الأندية الكبار في أوروبا وأمريكا الجنوبية. تم إطلاق المسابقة في عام 2022 كجزء من مذكرة التفاهم الجديدة بين اتحادي الكونميبول و الويفا. فاز فريق بنفيكا البرتغالي بالنسخة الأولى عام 2022.

## تاريخ المسابقة
في 12 فبراير 2020، وقع الاتحاد الأوروبي لكرة القدم (الويفا) والكونميبول مذكرة تفاهم جديدة تهدف إلى تعزيز التعاون بين الاتحادين. وكجزء من الاتفاقية قامت لجنة مشتركة بين الاتحاد الأوروبي والكونميبول بدراسة إمكانية تنظيم مباريات أوروبية وأمريكية جنوبية عابرة للقارات لكل من كرة القدم للرجال والسيدات وعبر مختلف الفئات العمرية.  في 15 ديسمبر 2021، وقع الاتحاد الأوروبي لكرة القدم والكونميبول مرة أخرى مذكرة تفاهم متجددة تستمر حتى عام 2028، والتي تضمنت أحكامًا محددة بشأن فتح مكتب مشترك في لندن والتنظيم المحتمل لأحداث كرة القدم المختلفة. 
تم افتتاح مكتب التمثيل المشترك رسميًا من قبل الكونميبول والويفا في 4 أبريل 2022، وهو اجتماع تم فيه تأكيد إنشاء كأس إنتركونتيننتال تحت 20 عامًا من قبل كلا الاتحادين. 
في 2 يونيو 2022، بعد يوم من انطلاق مباراة فيناليسيما 2022، أعلن اتحاد أمريكا الجنوبية والاتحاد الأوروبي لكرة القدم رسميًا عن سلسلة من الأحداث الجديدة بين الاندية والمنتخبات من الاتحادين. وشمل ذلك أول كأس إنتركونتيننتال تحت 20 سنة، وهي مباراة بين الفائزين بكأس ليبرتادوريس تحت 20 سنة في أمريكا الجنوبية، ومسابقة تحت 20 سنة، والفائزين بدوري أوروبا للشباب الويفا، وهي مسابقة لأقل من 19 عامًا. أول الفائزين بالمسابقة هم نادي بنفيكا البرتغالي، الفائز بدوري الشباب الويفا 2021-22، الذي هزم فريق أمريكا الجنوبية بينارول، الفائز بكأس ليبرتادوريس تحت 20 سنة 2022 عامًا، بعد فوز 1-0 في ملعب سنتيناريو في مونتيفيديو في الأوروغواي. 

## الفائزون
| البطولة | السنة | الفائز       | نتيجة        | الوصيف        | البلد                 | الملعب                     | حضور   |
| ------- | ----- | ------------ | ------------ | ------------- | --------------------- | -------------------------- | ------ |
| 1       | 2022  | بنفيكا       | 1–0          | بينارول       | الأوروغواي            | ملعب سنتيناريو، مونتيفيديو | 40570  |
| 2       | 2023  | Boca Juniors | 1–1 (4–1 ج.) | ايه زد ألكمار | بوينس آيرس,           | لا بومبونيرا               | 37,386 |
| 3       | 2024  | Flamengo     | 2–1          | Olympiacos    | ريو دي جانيرو, Brazil | Maracanã                   | 31,237 |

## الاداء

### بحسب الاندية
| النادي        | البطل | الوصافة | سنة الفوز | سنة الوصافة |
| ------------- | ----- | ------- | --------- | ----------- |
| بنفيكا        | 1     | 0       | 2022      | —           |
| بوكا جونيورز  | 0     | 1       | 2023      |             |
| بنيارول       | 0     | 1       | —         | 2022        |
| ايه زد ألكمار | 0     | 1       | —         | 2023        |

### حسب البلد
| البلد      | البطل | الوصيف | المجموع |
| ---------- | ----- | ------ | ------- |
| الأرجنتين  | 1     | 0      | 1       |
| البرتغال   | 1     | 0      | 1       |
| هولندا     | 0     | 1      | 1       |
| الأوروغواي | 0     | 1      | 1       |

### حسب الاتحاد القاري
| اتحاد      | الفائزون | الوصيف |
| ---------- | -------- | ------ |
| اليويفا    | 1        | 1      |
| الكونميبول | 1        | 1      |

## أنظر أيضا
- كأس الانتركونتيننتال (كرة القدم)
- كأس الأبطال كونميبول–يويفا